# Margit Angerer

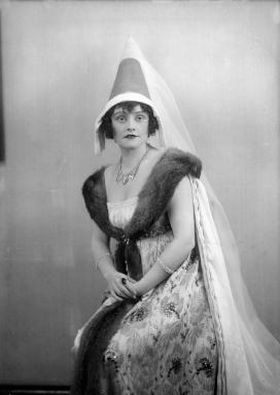
Margit Angerer um etwa 1926

Margit Angerer [geb. von Rupp], auch: Margit Schenker-Angerer (6. November 1895 (nicht 1903) in Budapest – 31. Januar 1978 in London) war eine ungarische Opern- und Konzertsängerin im Stimmfach Sopran.

## Leben und Werk
Nach dem Gesangsstudium in Budapest debütierte die Angerer 1926 in Wien als Verdis Leonora. Ihr Début sorgte für Aufsehen, weil sie aus der Wiener Society-Prominenz kam und nicht aus den Reihen der Künstlerjugend; Angerer war mit dem Inhaber des Speditionsunternehmens Schenker & Co., Gottfried Schenker-Angerer, verheiratet. Ihr Début war der erste von mehr als 160 Auftritten in tragenden Rollen an der Wiener Staatsoper von 1927 bis 1935, vor allem als Octavian im Rosenkavalier, als Elsa im Lohengrin und als Dorota in Schwanda, der Dudelsackpfeifer. Sie sang im Haus am Ring aber auch Lisa, Micaëla, den Komponisten und die Rosalinde in der Fledermaus.
Die Rolle des Octavian brachte ihre Karriere besonders stark voran. In einem Brief an Richard Strauss schrieb Hugo von Hofmannsthal: Die (Schenker)-Angerer als Octavian ist reizend und immer besser; überhaupt die beste Besetzung, seit die Oper existiert. Unbedingt die Angerer nach Salzburg mitnehmen.... So kam es auch: Bei den Salzburger Festspielen von 1930 debütierte die Angerer in der Titelpartie von Glucks Iphigénie en Aulide. 1933 sang sie hier auch die Aithra in der Ägyptischen Helena von Hofmannsthal und Strauss. Den Octavian verkörperte sie in Salzburg bis 1935.
Auch im Film hatte Angerer zumindest einen Auftritt: 1933 als Konzertsängerin im Rakoczy-Marsch von Gustav Fröhlich. In Wien hatte sie sich früh einen guten Ruf als Liedinterpretin verschafft, etwa bei der Uraufführung der Drei Lieder für Gesang und Klavier op. 22 im Jahr 1928 von Erich Wolfgang Korngold; der Komponist begleitete sie dabei am Klavier.
Die Sängerin trat nach 1935 nicht mehr an der Staatsoper auf; sie zählte sich zum politischen Widerstand, blieb jedoch während des Zweiten Weltkrieges in Wien wohnhaft. Im Oktober 1944 war sie gemeinsam mit ihrer Tochter in Gestapohaft. Später zog sie nach London, wo allerdings keine weiteren Auftritte belegt sind.
Es bestehen mehrere Schallplattenaufnahmen, darunter eine Kompilation mit Alfred Piccaver und populären Duetten von Gounod, Massenet, Puccini und Wagner.